# Quatuor Wilanow
Le Quatuor Wilanow (autres noms : Wilanow String Quartet, Wilanow Quartet, Kwartet Wilanowski, Kwartet Wilanów) est un quatuor à cordes polonais fondé en 1967 à Varsovie. Les membres en sont Tadeusz Gadzina et Paweł Łosakiewicz (violons), Ryszard Duź (alto) et Marian Wasiółka (violoncelle).

## Historique
Fondé en 1967 sous le nom de Quatuor Beethoven, le Quatuor Wilanow prend son nom actuel en 1969 à la suite d'un concert donné au Palais de Wilanów, l'ancienne résidence du roi de Pologne Jean III Sobieski.
L'ensemble est lauréat des concours internationaux de musique de Vienne en 1971, de Bordeaux en 1972 et de Munich en 1973.
À partir de 1979, le quatuor Wilanów est soutenu par la Société de musique de Varsovie.

## Membres
Les membres de l'ensemble ont été ou sont :
- premier violon : Tadeusz Gadzina (depuis 1967) ;
- second violon : Paweł Łosakiewicz (depuis 1967) ;
- alto : Artur Paciorkiewicz (1967-1976), Ryszard Duź (depuis 1977) ;
- violoncelle : Wojciech Wałasek (1967-1976), Marian Wasiółka (depuis 1977).

## Créations
Le quatuor Wilanów est le créateur de plusieurs œuvres, d'Augustyn Bloch (en) (Musica per clarinetto e quattro archi, 1985) et Krzysztof Meyer (Quatuors no 3, 1973 ; no 4, 1975 ; no 5, 1978 ; no 6, 1982 ; no 7, 1985 ; no 8, 1986 ; no 9, 1991 ; no 10, 1994 ; Quintette avec clarinette, avec Eduard Brunner, 1986 ; Quintette avec piano, avec le compositeur, 1992), notamment.

## Discographie (sélection)
- Krzysztof Meyer : Quatuors à cordes 1990; comprend les quatuors no 1 Op. 8a (1963/1986), no 7 Op. 65 (1985) et no 8 Op. 67 (1985)
- Krzysztof Meyer : Quatuors à cordes 1992; comprend les quatuors no 4 Op. 33 (1974), no 5 Op. 42 (1977) et no 6 Op. 51 (1981)
- Krzysztof Meyer : Quatuors à cordes 1993; comprend les quatuors no 9 Op. 74 (1989/90) et le quintette pour piano Op. 76 (1990/91)
- Krzysztof Meyer : Quatuors à cordes 1998; comprend les quatuors no 2 Op. 23 (1969), no 3 Op. 27 (1971) et no 10 Op. 82 (1993/94)
- Władysław Kłosiewicz, Œuvres de chambre (2018, Acte Préalable AP0051)